# Heksenvanger
Een heksenvanger bestaat uit een of meerdere puntige uitsteeksels aan de plafondbalken.
Heksenvangers werden, vooral in kastelen en grotere huizen, in vroeger jaren gemaakt omdat volgens het bijgeloof heksen 's nachts op hun bezem door het huis vlogen. Met haar lange haren bleef de heks aan de uitsteeksels hangen en kon daardoor verder geen kwaad berokkenen, of durfde zelfs helemaal niet naar binnen.
Bron: de gids tijdens een bezoek aan het Muiderslot.